# Rodrigues (eiland)
Rodrigues (of Rodriguez) is een eiland van de Mascarenen en behoort bij Mauritius. In 1996 woonden er 35.000 mensen. De spreektaal is voornamelijk Mauritiaans creools.
Rodrigues werd in 1528 ontdekt door de Portugees Diogo Rodrigues. Het eiland ligt ongeveer 560 km ten oosten van Mauritius, in het midden van de Indische Oceaan. De oppervlakte is 109 km² en het eiland is omringd door een koraalrif. De hoofdstad is Port Mathurin.
Tijdens de 18de eeuw probeerden de Fransen het eiland te ontwikkelen. Zij voerden de Afrikaanse slaven aan, de voorouders van de huidige bevolking. In 1809 kwam het eiland in Engelse handen en werd de slavernij afgeschaft. In 2002 werd het eiland een autonoom onderdeel van Mauritius dat op zijn beurt reeds in 1968 zelfstandig is geworden.

## Dieren
Op het eiland leefde vroeger de aan de dodo verwante Rodriguessolitaire, maar die stierf uit in de achttiende eeuw. In die periode stierven ook nog andere vogelsoorten op Rodrigues uit, waaronder de Rodriguesspreeuw (Necropsar rodericanus) en de Rodriguespapegaai (Necropsittacus rodericanus).
De Rodriguesvleerhond is een endemische vleermuis die zeer ernstig bedreigd wordt.

## Zeiler
Na de Japanse inval zeilde Cornelis Christiaan Vanderstar (1915-2014) met twee vrienden van Java naar Rodrigues, dat toen een Brits eiland was.
Baie Malgache · Coromandel-Graviers · Grand Baie-Montagne Goyaves · La Ferme · Lataniers-Mont Lubin · Mangues-Quatre Vents · Oyster Bay · Petit Gabriel · Piments-Baie Topaze · Plaine Corail-La Fouche Corail · Port Mathurin · Port Sud-Est · Rivière Cocos · Roche Bon Dieu-Trèfles